# 33e parallèle nord
 (décembre 2023).
Si vous disposez d'ouvrages ou d'articles de référence ou si vous connaissez des sites web de qualité traitant du thème abordé ici, merci de compléter l'article en donnant les références utiles à sa vérifiabilité et en les liant à la section « Notes et références ».
Pour les articles homonymes, voir 33e parallèle.
En géographie, le 33e parallèle nord est le parallèle joignant les points de la surface de la Terre dont la latitude est égale à 33° nord.
Le 33e parallèle nord coupe de nombreux pays.
Il est notamment connu pour avoir été la limite de l'espace aérien contrôlé par l'Opération Southern Watch dans le cadre de l'opération liberté irakienne de 2003 et être la frontière entre l'Arkansas et la Louisiane aux États-Unis.